# Карачай, Андреас
Граф (с 1798) Андреас Карачай (нем. Andreas Karaczay; Андрия Караджич, Андраш Карачай; 30 ноября 1744, Хрватска-Костайница, Сисацко-Мославинская жупания — 22 марта 1808, Винер-Нойштадт, Нижняя Австрия) — австрийский военачальник, известный своей дружбой с фельдмаршалом А. В. Суворовым, сражавшийся под его началам в сражениях при
Фокшанах, Рымнике, Треббии и Нови.  Фельдмаршал-лейтенант (генерал-лейтенант; 1799).

## Биография
Андрия Караджич (Андреас фон Карачай) родился в 1744 году в дворянской семье в австрийской Хорватии. В 1758 году, во время Семилетней войны, 15-летним юношей поступил кадетом в австрийский граничарский Банатский полк. Граничарами (от славянского слова «граница») в Австрии того времени именовалась лёгкая пехота, комплектовавшаяся преимущественно из хорватов, сербов и словенцев.
После окончания Семилетней войны Карачай служил в Венгрии, где обратил на себя внимание австрийского фельдмаршала Франца Морица фон Ласси, сына русского фельдмаршала Ласси. По рекомендации фельдмаршала, князь Николай Эстергази зачислил его в Венгерскую дворянскую гвардию.
Затем Карачай служил офицером в различных кавалерийских полках — сперва карабинерном, затем драгунском. На одном из смотров император Иосиф II произвёл ротмистра Карачая в майоры.
Когда началась Русско-австро-турецкая война, в которой Россия и Австрия совместно сражались против Турции, Карачай отличился при осаде Хотина (1788), за что был произведён в полковники. 19 апреля 1789 года Карачай во главе самостоятельного отряда разбил и рассеял пятитысячный отряд турецкой кавалерии. Затем Карачай сражался в составе австрийского контингента в сражениях при Фокшанах и Рымнике, где объединёнными русско-австрийскими войсками руководил Александр Васильевич Суворов.
Непосредственным начальником Карачая во главе австрийского контингента был принц Фридрих Иосия Саксен-Кобург-Заальфельдский, которого Суворов счёл благожелательным, но мягким и медлительным человеком. В то же время, в лице Карачая Суворов встретил деятельного соратника и союзника. Карачай, со своей стороны, назвал Александром, в честь Суворова, третьего сына, родившегося в день Фокшанской битвы.
За отличия при Рымнике и Фокшанах Карачай был награждён кавалерским (рыцарским) крестом австрийского ордена Марии-Терезии и русским орденом Святой Анны (в то время не был разделён на степени), от которого ему пришлось отказаться, поскольку в то время австрийцам не разрешалось принимать иностранные ордена. В декабре 1790 года Карачай получил также командорский крест ордена Марии-Терезии.
После окончания Русско-австро-турецкой войны, Андреас Карачай какое-то время  жил во Львове (Лемберге). С началом войны с Революционной Францией Карачай отправился на Рейн, где в 1794—95 годах принял участие в большом числе сражений. Однако затем он вступил в конфликт с австрийским командующим Дагобертом Вурмзером, вышел в отставку и вернулся в Лемберг, откуда в дальнейшем переехал в Будапешт. Тем не менее, в 1798 году Карачаю был пожалован графский титул.
Когда фельдмаршалу Суворову было поручено командование союзными русско-австрийскими силами в Италии, Суворов особо попросил австрийского императора вызвать Карачая из отставки и зачислить его в действующую армию. Карачай прибыл к армии во главе шестиэскадронного драгунского полка, шефом которого он был. Он принял участие в сражениях при Треббии и Нови. После сражения при Нови драгуны Карачая активно участвовали в преследовании французов, в ходе которого были пленены французские генералы (будущие маршалы) Груши и Периньон. Карачай также принимал участие в осаде итальянской Алессандрии, которая закончилась капитуляцией 2 700 французов во главе с генералом Гарданном. 2 октября 1799 года Карачай получил звание фельдмаршал-лейтенанта (генерал-лейтенанта).
После того, как Суворов с главными русскими силами двинулся в Швейцарию, Карачай, под командованием австрийского военачальника фон Меласа с переменным успехом сражался против французских войск генерала Сен-Сира в окрестностях Нови. Сен-Сир, получив подкрепление из Франции, имел под своим командованием армию из 16 000 солдат (дивизии Ватрена, Лабуасьера, Миолля, польские легионы Домбровского). Сен-Сиру удалось (хотя и не с первой попытке) занять городок Нови, причём во Втором сражении при Нови (также известном, как сражение при Боско), которое состоялось поздней осенью 1799 года, Карачай выступал в качестве самостоятельного начальника и вынужден был отступить, после чего был заменён генералом Краем. Однако и Край не достиг никакого успеха и проиграл Третью битву при Нови. Карачай же был назначен комендантом крепости Кунео.
Когда Край был назначен австрийским командующим в Германии, туда за ним по его просьбе последовал и Карачай. В битве при Штокахе 3 мая 1800 года во время отступления Карачай был ранен двумя пулями. В условиях отступления ему не смогли оказать необходимую помощь. Карачай уехал в Вену, где умер в 1808 году, после восьми лет страданий.
Наряду с принцем Гогенцоллерн-Гехингенским, Карачай имел в России высокую репутацию. Согласно отзыву русской дореволюционной Военной энциклопедии Сытина, «Карачай был одним из лучших кавалерийских австрийских генералов, бесстрашный и хладнокровный в бою, безукоризненно честный и прямой, никого не щадивший в своих отзывах. Особенно строг был Карачай с высшими офицерами. Все эти качества создали ему много врагов. Зато солдаты боготворили Карачая». 
Карачай фигурирует в качестве одного из положительных героев в биографическом романе Л. И. Раковского «Генералиссимус Суворов» (1938—1946).